# 三裂碱毛茛
三裂碱毛茛（学名：Halerpestes tricuspis）为毛茛科碱毛茛属下的一个种。